# Differentieel (elektronica)
Het woord differentie betekent verschil en met het woord differentieel wordt in de elektronica bedoeld dat een signaal als verschil in spanning of in stroom wordt overgedragen. Deze manier van overdragen, vaak over gedraaide draden (een twisted pair), zorgt ervoor dat de overdracht minder gevoelig is voor storingen.
Het verschil tussen differentiële overdracht en het overdragen van een signaal ten opzichte van de  massa of aarde is dat in het laatste geval de retour veelal wordt gedeeld met meerdere signalen waardoor stromen ten gevolge van andere signalen een storing zullen opleveren op het signaal. Als behalve differentieel ook wordt gewerkt met twee (bijna) dezelfde signaalpaden dan zal de mogelijke verstoring op beide paden (bijna) gelijk zijn waardoor, als het verschil wordt genomen, de verstoring elkaar zullen opheffen. Dit gelijklopen van de paden wordt vanzelf bereikt door de aderparen als "twisted pair" uit te voeren.
Differentiële signaaloverdracht wordt veelal gebruikt over goedkope twisted pair kabels in de computerindustrie zoals Ethernet, USB en FireWire maar wordt ook gebruikt om met hoge snelheden langere afstanden te kunnen overbruggen, zoals in LVD (Low Voltage Differential) SCSI bussen (bekend onder de aanduidingen U160 en U320). Op printplaten wordt differentiële techniek ook toegepast om een hoge signaal-ruisverhouding te behouden en, meer recent, voor hoge overdrachtssnelheden zoals in PCI Express en LVDS.
In de analoge elektronica wordt dit "gebalanceerd" genoemd en vooral toegepast waar hoge kwaliteit en kleine signaalsterktes gecombineerd moeten worden, zoals bij studiomicrofoons. Bijkomend voordeel is dat beide signaaladers een netto spanning ten opzichte van de aarding kunnen voeren, waarmee de elektronica in de microfoon gevoed kan worden. Dit wordt fantoomvoeding genoemd.